# Fundata (Brașov)
Fundata és un poble al comtat de Brașov, Transsilvània (Romania). A partir del 16 de juliol de 1973, el poble de Fundata (Brașov), juntament amb altres 13 localitats, es declara, experimentalment, com a poble d’interès turístic.

## Dades geogràfiques
Situada a una altitud de 1.360 m, Fundata és la ciutat més alta del país. Situat al mig de la distància entre Bran i Rucăr, al passadís, està custodiat per les muntanyes Bucegi i les muntanyes Piatra Craiului.

## Llocs turístics
- A prop del poble Fundata es poden visitar moltes zones naturals: Parc Nacional - Rutes a Piatra Craiului Prăpăstiile Zarnesti Gorge Moieciului, claus, que es van convertir en reserves naturals a Chisatoare, Peștera Dambovicioara i Cheile Dambovicioara, presa Pecineagu, Vidraru Llac.
- El monument dels herois romanesos de la Primera Guerra Mundial. El monument es troba al pati del dispensari de la comuna Fundata, sent erigit en memòria de l'heroi Gheorghe Poenaru-Bordea, que va caure a la Primera Guerra Mundial. El monument es va erigir per iniciativa de la Societat "Tombes dels Herois" i és de pedra, i la tanca està proveïda de pilars units per cadenes. L’obelisc té com a ornament, a la part superior i central, una sanefa esculpida amb motius fitomòrfics. A la part inferior es fixa una placa de bronze amb baix relleu: l'atac d'infanteria. Al costat frontal està esculpida en pedra una inscripció daurada: "A l'heroi coronel Gheorghe Poenaru-Bordea, el primer oficial que va caure de valent per a la reubicació d'aquesta frontera, el 14 d'agost de 1916".

## Fills illustres
- Silvia Popovici (1933-1993), actriu romanesa, va néixer a Fundata.

## Imatges

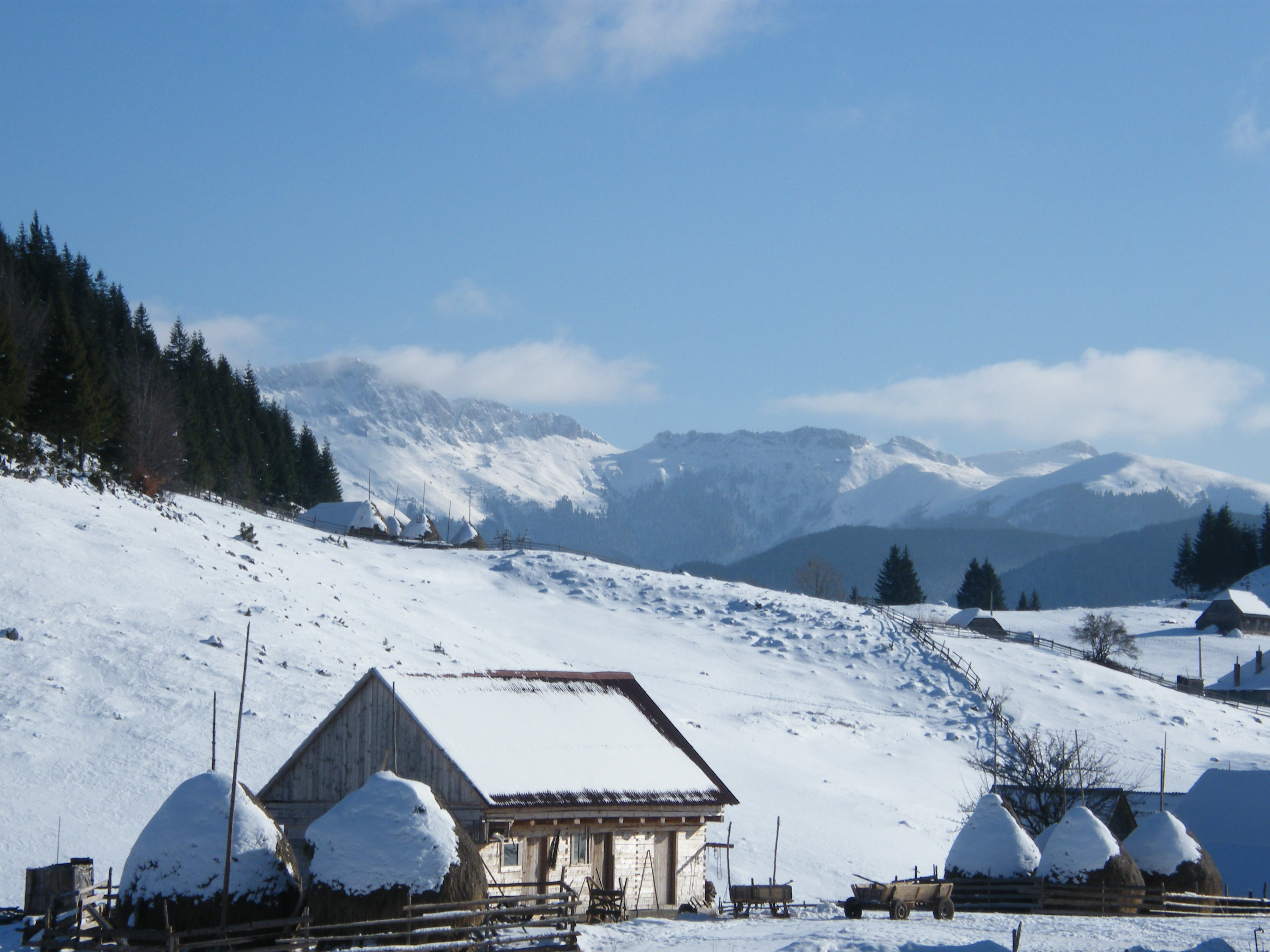
Fundada, muntanyes Bucegi, hivern
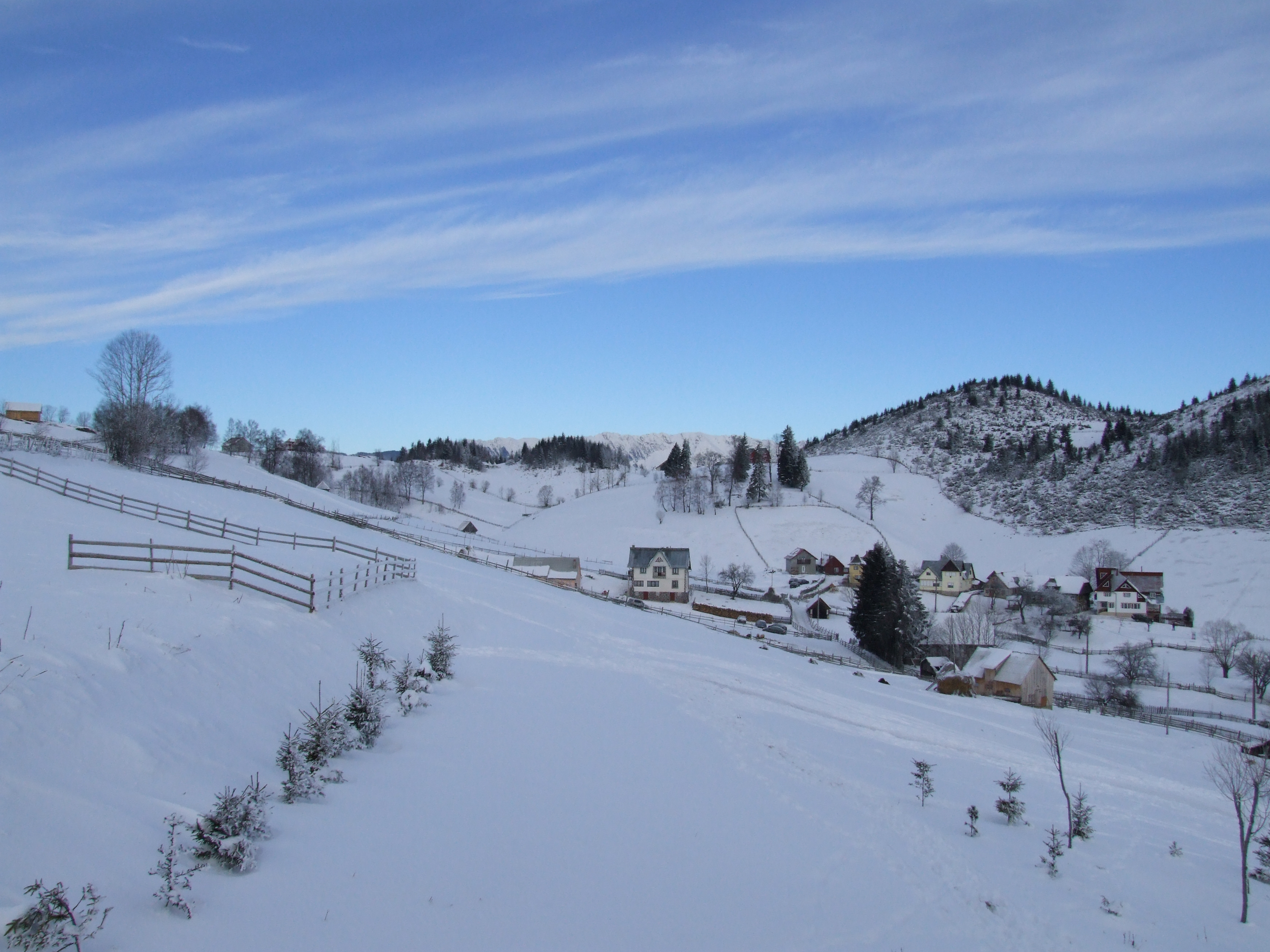
Fundada, vespre d'hivern
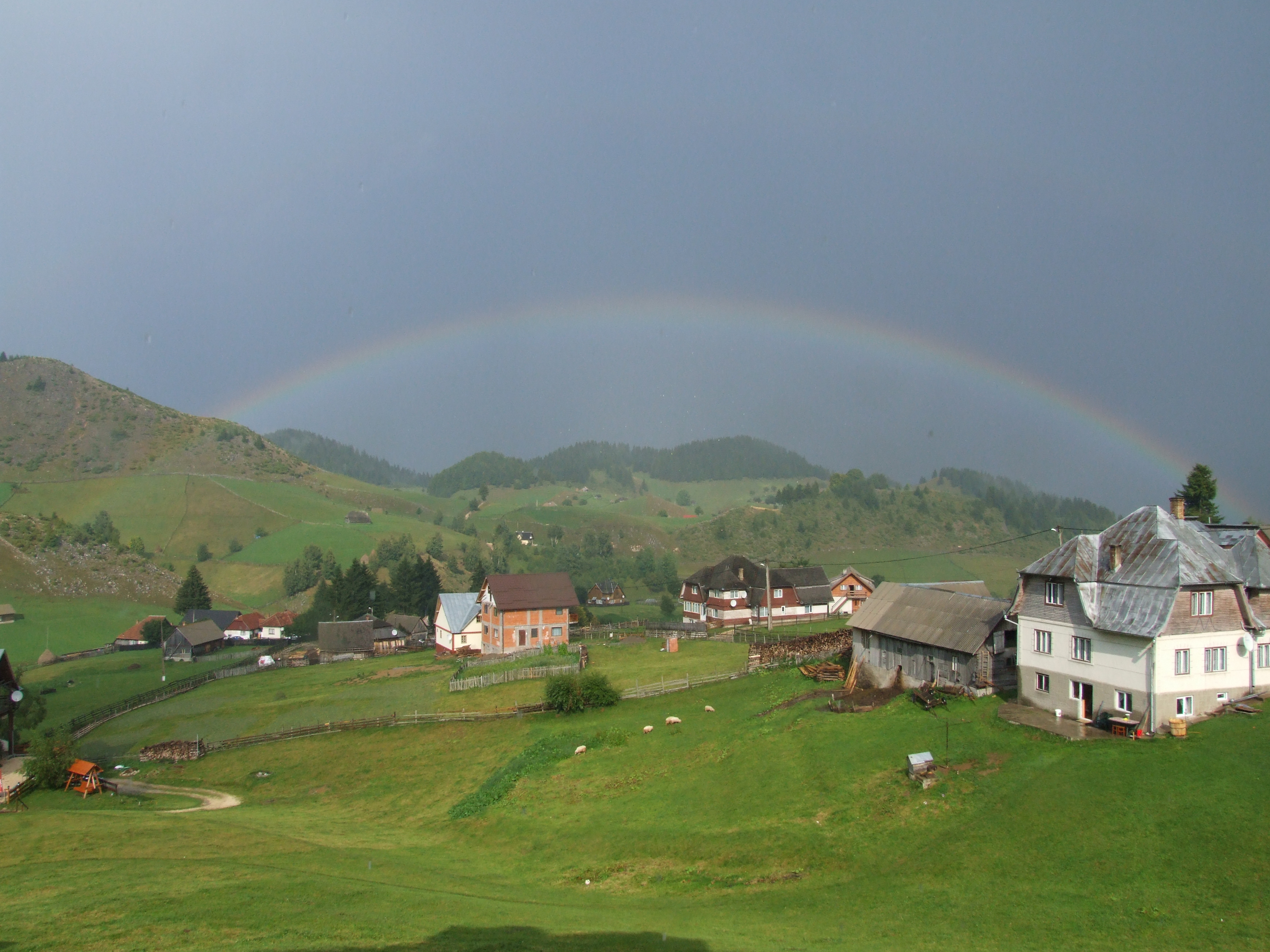
Fundada, després de la pluja